# Sous-sols (film)
Pour les articles homonymes, voir Sous-sol.
Pour plus de détails, voir Fiche technique et Distribution.
Sous-sols est un documentaire autrichien sorti en 2014, réalisé par Ulrich Seidl.
Le film a été présenté à la Mostra de Venise 2014.

## Synopsis
Que font les autrichiens dans leurs caves?

## Fiche technique
- Titre : Sous-sols
- Titre original : Im Keller
- Réalisation : Ulrich Seidl
- Scénario : Veronika Franz, Ulrich Seidl
- Producteur : Coop99 Filmproduktion
- Pays d’origine :  Autriche
- Genre : documentaire
- Budget :
- Dates de sortie :
  -  Italie : 29 août 2014 (Mostra de Venise)
  -  Autriche : septembre 2014
  -  France : 30 septembre 2015

## Distribution
- Fritz Lang : lui-même
- Alfreda Klebinger : elle-même
- Manfred Ellinger : lui-même

## Distinctions

### Sélections
- 2014 : Festival du film de Londres
- 2014 : Jihlava International Documentary Film Festival